# Tragopogon heterospermus
Tragopogon heterospermus — вид квіткових рослин з родини айстрових (Asteraceae). Вид зростає в Європі: Польща, Латвія, Литва; інтродукований до Німеччини; це рослина помірних біомів.

## Середовище
Населяє піщані мілини східного узбережжя Балтійського моря.

## Біоморфологічна характеристика
Це дворічна або багаторічна трав'яниста рослина заввишки 20–60 см з молочним соком. Корінь вертикальний, довгий, циліндричний, коренева шийка вкрита волокнами старого листя. Стебло вкрите повстяними волосками, зазвичай розгалужене від основи, листяне, рідко голе, тоді повсть залишається лише під кутикулою та біля прикріплення листка. Прикореневе листя вузьке, лінійне, ушир близько 1–2 мм, завдовжки 5–25 см, часто поздовжньо складене, ширше біля основи. Стеблове листя з розширеною основою наполовину покриває стебло, шириною до 8 мм у нижній частині, верхівка гостро загострена. Квітки світло-жовті. Цвіте з червня по серпень.